# Elezioni parlamentari in Giappone del 2024
Le elezioni parlamentari in Giappone del 2024 si sono tenute il 27 ottobre per il rinnovo della Camera dei rappresentanti, la camera bassa della Dieta nazionale.
Esse sono state indette in anticipo rispetto alla scadenza naturale della legislatura, prevista per la seconda parte del 2025, su volere preannunciato dello stesso Primo ministro in pectore Shigeru Ishiba (cosa realizzata concretamente, poi, a soli otto giorni dal suo insediamento ufficiale), al fine di verificare l’esistenza di un supporto popolare per l’attuazione delle sue politiche.
Le elezioni hanno visto, come previsto anche da parte dei sondaggi, la vittoria relativa del Partito Liberal Democratico (LDP), di centro-destra, il quale, tuttavia, a causa di numerosi scandali e di una sintomatica forte emorragia di consensi, ha ottenuto solo 191 seggi, mancando così, per la prima volta dal 2009, la maggioranza assoluta (anche per via della contemporanea perdita di consensi del suo alleato di coalizione, Kōmeitō (K), partito pigliatutto appena detentore di 24 seggi). Dall’altra parte dell’arco parlamentare, invece, ha chiaramente profittato molto da questa situazione la principale formazione politica d’opposizione, il Partito Democratico Costituzionale (CDP) di centro-sinistra, che, con l’ottenimento di ben 148 seggi, ha così mantenuto la sua posizione ed aumentato drasticamente il proprio peso ed influenza politica. Altresì, eventi degni di nota della tornata elettorale sono stati, infine, la consistente crescita del Partito Democratico per il Popolo (DPFP), di centro, che ha ottenuto ben 28 seggi, il consolidamento, sebbene con una leggera flessione, del partito Nippon Ishin no Kai (NINK-JIP), conservatore, nella prefettura di Osaka con 38 seggi, la crescita contenuta del piccolo partito Reiwa Shinsengumi (RS), di sinistra, giunto a ben 9 seggi, ed alcune variazioni di fazioni politiche minori. In queste circostanze, dunque, il vuoto generatosi dall’arretramento del Partito Liberal Democratico (LDP) ha aperto, per la prima volta dal 1955, una fase di straordinaria instabilità e stallo politici per le istituzioni nipponiche, anche per via di un’importante frammentazione, rendendo così particolarmente difficile la formazione di un nuovo esecutivo.

## Sistema elettorale
Per le elezioni parlamentari della Camera dei rappresentanti, la legge elettorale giapponese prevede l’applicazione di un sistema elettorale misto. Difatti, dei 465 rappresentanti:
- 289 sono eletti secondo un sistema maggioritario secco in altrettanti collegi uninominali;
- 176, invece, sono eletti secondo il sistema proporzionale, all’interno di 11 collegi plurinominali “in blocco”, ciò significa che, per ciascun collegio, i seggi sono ripartiti proporzionalmente ai risultati locali delle formazioni politiche e dei candidati.[12]

## Risultati
| Liste                                                 | Proporzionale | Proporzionale | Proporzionale | Maggioritario | Maggioritario | Maggioritario | Totale seggi |  |
| Liste                                                 | Voti          | %             | Seggi         | Voti          | %             | Seggi         | Totale seggi |  |
| ----------------------------------------------------- | ------------- | ------------- | ------------- | ------------- | ------------- | ------------- | ------------ |  |
| Partito Liberal Democratico (LDP)                     | 14 582 690    | 26,73         | 59            | 20 867 762    | 38,46         | 132           | 191          |  |
| Partito Costituzionale Democratico del Giappone (CDP) | 11 564 222    | 21,20         | 44            | 15 740 860    | 29,01         | 104           | 148          |  |
| Nippon Ishin no Kai (JIP)                             | 5 105 127     | 9,36          | 15            | 6 048 104     | 11,15         | 23            | 38           |  |
| Partito Democratico per il Popolo (DPFP)              | 6 172 434     | 11,32         | 17            | 2 349 584     | 4,33          | 11            | 28           |  |
| Kōmeitō (K)                                           | 5 964 415     | 10,93         | 20            | 730 401       | 1,35          | 4             | 24           |  |
| Reiwa Shinsengumi (RS)                                | 3 805 060     | 6,98          | 9             | 425 445       | 0,78          | —             | 9            |  |
| Partito Comunista Giapponese (JCP)                    | 3 362 966     | 6,16          | 7             | 3 695 807     | 6,81          | 1             | 8            |  |
| Sanseitō (S)                                          | 1 870 347     | 3,43          | 3             | 1 357 189     | 2,50          | —             | 3            |  |
| Partito Conservatore del Giappone (NH)                | 1 145 622     | 2,10          | 2             | 95 613        | 0,18          | 1             | 3            |  |
| Partito Socialdemocratico (SDP)                       | 934 598       | 1,71          | —             | 283 287       | 0,52          | 1             | 1            |  |
| Altri (<0,05% P., M.)                                 | 42 239        | 0,08          | —             | 133 254       | 0,25          | —             | —            |  |
| Indipendenti (IND)                                    | 0             | 0,00          | —             | 2 534 571     | 4,67          | 12            | 12           |  |
| Totale                                                | 54 549 720    | 100           | 176           | 54 261 877    | 100           | 289           | 465          |  |
|                                                       |               |               |               |               |               |               |              |  |
| Schede nulle                                          | 1 379 079     | 2,47          |               | 1 672 577     | 2,99          |               |              |  |
| Votanti                                               | 55 928 799    | 53,84         |               | 55 934 454    | 53,84         |               |              |  |
| Elettori                                              | 103 880 749   |               |               | 103 880 749   |               |               |              |  |

| Riepilogo dei seggi | Riepilogo dei seggi | Riepilogo dei seggi | Riepilogo dei seggi | Riepilogo dei seggi | Riepilogo dei seggi | Riepilogo dei seggi |
| ------------------- | ------------------- | ------------------- | ------------------- | ------------------- | ------------------- | ------------------- |
|                     |                     |                     |                     |                     |                     |                     |
| JCP                 | 8                   | ▼ 2                 |                     | SDP                 | 1                   | ━                   |
| RS                  | 9                   | ▲ 6                 |                     | CDP                 | 148                 | ▲ 52                |
| IND                 | 12                  | ━                   |                     | DPFP                | 28                  | ▲ 17                |
| JIP                 | 34                  | ▼ 3                 |                     | K                   | 24                  | ▼ 8                 |
| LDP                 | 191                 | ▼ 69                |                     | S                   | 3                   | Nuovo               |
| NH                  | 3                   | Nuovo               |                     |                     |                     |                     |